# دیوید سرانو (بازیکن فوتبال)
دیوید سرانو (انگلیسی: David Serrano؛ زادهٔ ۲۵ آوریل ۱۹۹۵) بازیکن فوتبال اهل اسپانیا است.
از باشگاه‌هایی که در آن بازی کرده‌است می‌توان به باشگاه فوتبال ژیرونا اشاره کرد.